# Kepler-90h
Kepler-90h (còn được gọi theo định danh của Kepler Object of Interest là KOI-351,01) là một ngoại hành tinh quay quanh trong khu vực có thể sống được của sao dải chính thuộc loại G Kepler-90, nằm ngoài cùng trong tám hành tinh được phát hiện bởi tàu vũ trụ Kepler của NASA. Nó nằm cách Trái Đất 2.840 năm ánh sáng (870 Parsec) thuộc chòm sao Thiên Long. Ngoại hành tinh này được tìm thấy bằng cách sử dụng phương pháp quá cảnh thiên thể, trong đó sự tác động làm lu mờ do một hành tinh gây ra khi nó đi qua phía trước ngôi sao chủ của nó đã được đo.

## Đặc điểm

### Khối lượng, bán kính và nhiệt độ
Kepler-90h là một hành tinh khí khổng lồ, loại hành tinh có bán kính và khối lượng giống như Sao Mộc và Sao Thổ. Nó có nhiệt độ là 292 K (19 °C; 66 °F), gần bằng với Trái Đất. Nó có khối lượng khoảng 1,2 khối lượng Sao Mộc và bán kính nhỏ hơn hoặc bằng khoảng 1,01 bán kính Sao Mộc. Điều này làm cho nó rất giống với Sao Mộc về khối lượng và bán kính.

### Ngôi sao chủ
Hành tinh quay quanh một ngôi sao (loại G) có tên Kepler-90. Ngôi sao có khối lượng 1,2 khối lượng Mặt Trời và bán kính 1.2 bán kính Mặt Trời. Nó có nhiệt độ bề mặt là 6080 K và có tuổi ước tính khoảng 2 tỷ năm. Để so sánh, Mặt Trời có tuổi là khoảng 4,6 tỷ năm tuổi  và có nhiệt độ bề mặt là 5778 K.
Độ sáng biểu kiến của ngôi sao, hoặc độ sáng của nó xuất hiện từ góc nhìn ở Trái Đất là 14. Nó quá mờ để có thể nhìn thấy bằng mắt thường.

### Thống kê quỹ đạo
Kepler-90h quay quanh ngôi sao chủ của nó mỗi 331,6 ngày ở khoảng cách 1,01 AU, rất giống với khoảng cách quỹ đạo của Trái Đất tính từ Mặt Trời (1 AU).

## Vùng có thể sống được
Kepler-90h cư trú trong vùng có thể ở được của ngôi sao mẹ. Ngoại hành tinh, có bán kính 1,01 R, quá lớn để có thể đá và do đó, bản thân hành tinh này có thể không thể ở được. Theo giả thuyết, các mặt trăng đủ lớn, với một bầu không khí và áp lực đủ lớn, có thể hỗ trợ nước lỏng và có khả năng sống. Tuy nhiên, những mặt trăng như vậy thường không hình thành xung quanh các hành tinh, chúng có thể sẽ phải bị bắt từ xa; ví dụ, một protoplanet chạy lạc lối. Một hành tinh có kích thước sao Mộc có khả năng hình thành các mặt trăng có kích thước tương tự như sao Mộc Galilean hoặc Titan mặt trăng của sao Thổ. Tuy nhiên, chúng ta biết rằng ngay cả các mặt trăng có kích thước này có thể bám vào khí quyển và có từ trường, vì Titan có bầu khí quyển dày hơn Trái đất và có các chất lỏng ổn định trên bề mặt. Một mặt trăng có kích thước tương tự, Ganymede của sao Mộc, có từ trường riêng.
Đối với một quỹ đạo ổn định tỷ lệ giữa của mặt trăng chu kỳ quỹ đạo P s xung quanh chính nó và của chính xung quanh sao P p của nó phải < ví dụ như nếu một hành tinh mất 90 ngày để quay quanh ngôi sao của nó, là quỹ đạo ổn định tối đa cho một mặt trăng của hành tinh đó là ít hơn 10 ngày. Mô phỏng cho thấy một mặt trăng có chu kỳ quỹ đạo nhỏ hơn khoảng 45 đến 60 ngày sẽ vẫn được gắn kết an toàn với một hành tinh khổng lồ khổng lồ hoặc sao lùn nâu quay quanh 1 AU từ một ngôi sao giống như Mặt trời. Trong trường hợp của Kepler-90h, điều này thực tế sẽ giống như vậy để có quỹ đạo ổn định.
Hiệu ứng thủy triều cũng có thể cho phép mặt trăng duy trì kiến tạo mảng, điều này sẽ khiến hoạt động của núi lửa điều chỉnh nhiệt độ của mặt trăng  và tạo ra hiệu ứng địa động lực mang lại cho vệ tinh một từ trường mạnh.
Để hỗ trợ một bầu không khí giống như Trái Đất khoảng 4,6 tỷ năm (tuổi của Trái Đất), mặt trăng sẽ phải có mật độ sao Hỏa giống và ít nhất một khối lượng 0,07 M  Một cách để giảm tổn thất do phún xạ là để mặt trăng có từ trường mạnh có thể làm chệch hướng gió sao và vành đai bức xạ. Các phép đo của Galile của NASA cho thấy các mặt trăng lớn có thể có từ trường; nó phát hiện ra rằng sao Mộc trăng 's Ganymede có từ quyển của riêng mình, mặc dù khối lượng của nó chỉ là 0,025 M 

## Khám phá
Năm 2009, NASA 's Kepler tàu vũ trụ đã hoàn thành sao quan sát trên của nó quang, công cụ nó sử dụng để phát hiện chuyển các sự kiện, trong đó một hành tinh đi qua trước mặt và làm mờ ngôi sao chủ của nó trong một thời gian ngắn và khoảng thường xuyên thời gian. Trong thử nghiệm cuối cùng này, Kepler đã quan sát 50,000 sao trong Danh mục đầu vào của Kepler, bao gồm Kepler-90; các đường cong ánh sáng sơ bộ đã được gửi đến nhóm khoa học Kepler để phân tích, người đã chọn những người bạn đồng hành rõ ràng từ chùm ảnh để theo dõi tại các đài quan sát. Các quan sát cho các ứng cử viên ngoại hành tinh tiềm năng đã diễn ra trong khoảng thời gian từ ngày 13 tháng 5 năm 2009 đến ngày 17 tháng 3 năm 2012. Sau khi quan sát quá cảnh tương ứng, mà đối với Kepler-90h xảy ra khoảng sau mỗi 331 ngày (thời kỳ quỹ đạo của nó), cuối cùng, người ta đã kết luận rằng một cơ thể hành tinh chịu trách nhiệm cho các chuyến đi trong vòng 331 ngày. Phát hiện này, được công bố vào ngày 12 tháng 11 năm 2013.

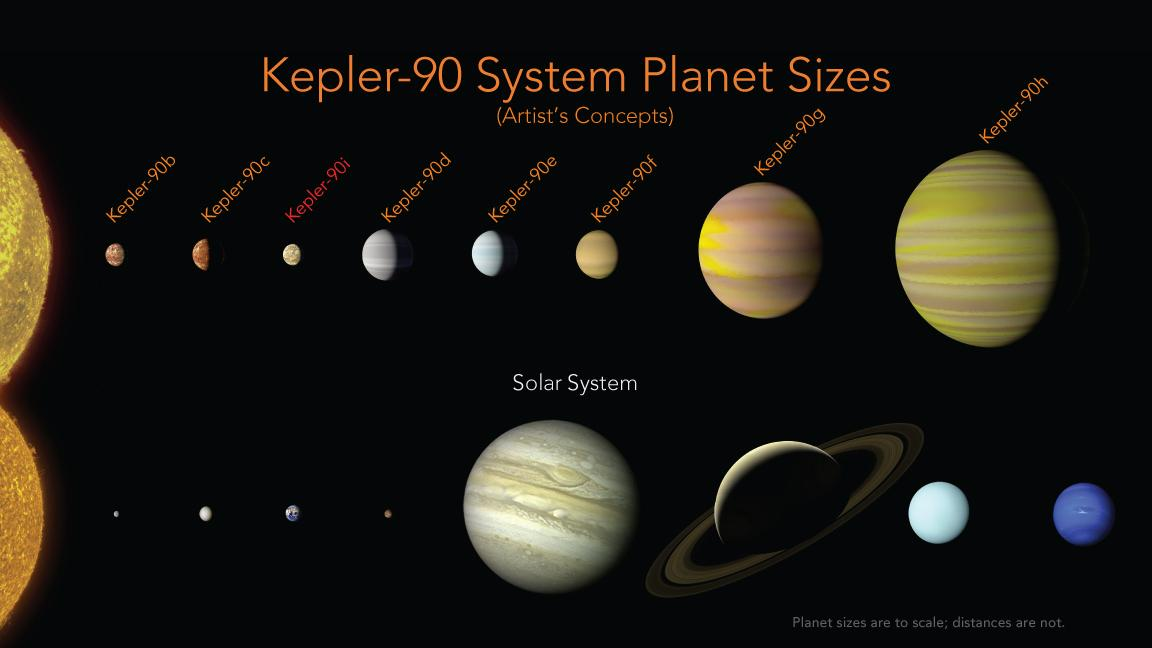
Hệ sao Kepler-90 so với Hệ Mặt Trời